# Hector de Galard de Brassac
Pour les articles homonymes, voir Galard.
Pour les autres membres de la famille, voir Famille de Galard.
Hector de Galard, né à Terraube (Gascogne, auj. dans le Gers), en 1415, mort vers 1475, est un officier général, maréchal de camp.

## Biographie
Il est tour à tour capitaine de Charles VII, chambellan de Louis XI, puis maréchal des camps et logis du roi en 1474.
Il meurt en 1474 ou 1475 en Roussillon.
Par analogie avec Lahire (le valet de cœur), il a été dit que le valet de carreau du jeu de cartes se prénomme Hector pour rendre hommage à sa bravoure. Mais cette carte fait plutôt référence au héros de la guerre de Troie.

## Armoiries
D'or à trois corneilles de sable, becquées, membrées et onglées de gueules,.